# Computer Animation Production System
Hệ thống sản xuất phim hoạt hình trên máy tính (tiếng Anh là Computer Animation Production System, viết tắt là CAPS) là một tập hợp độc quyền các phần mềm, hệ thống các máy quay quét hình (scanning camera systems), máy chủ, các máy trạm kết nối với nhau, và các bàn thiết kế cá nhân do công ty The Walt Disney Company phát triển cùng Pixar vào cuối những năm 1980. Mục đích của hệ thống này là nhằm máy tính hoá mực và màu và các công đoạn sản xuất hậu kỳ cho những bộ phim hoạt hình chiếu rạp được sản xuất theo công nghệ hoạt hình truyền thống bởi Walt Disney Animation Studios.

## CAPS trong quá trình sản xuất phim
CAPS là hệ thống mực và màu kỹ thuật số đầu tiên được sử dụng trong các bộ phim hoạt hình chiếu rạp, được thiết kế để thay thế cho quy trình đắt tiền gồm chuyển các bức vẽ hoạt hình lên các tấm cel bằng mực Tàu hay bằng phương pháp in chụp tĩnh điện (xerography), và tô màu mặt kia của các tấm nhựa với màu bột. Sử dụng hệ thống CAPS, các mảng hình có bờ bao và các đường kẻ viền có thể được tô màu dễ dàng trong môi trường máy tính điện tử với những bảng màu không giới hạn. Đổ bóng trong suốt, pha màu và các kỹ thuật phức tạp khác chưa từng có trước đây có thể được sử dụng rộng rãi.
Các tấm nhựa kỹ thuật số đã hoàn thành sẽ được ghép lên trên các bức vẽ nền đã được quét và được quay phim lại; sự chuyển động của các máy quay hoặc trục quay này được lập trình sẵn trong một tấm phim trắng trên máy tính, mô phỏng lại sự chuyển động của những máy quay phim hoạt hình kiểu cũ. Hơn nữa, các cảnh quay multiplane phức tạp mang tới cho người xem cảm nhận về chiều sâu của hình ảnh cũng có thể thực hiện được. Khác với các máy quay multiplane kiểu analog, các máy quay multiplane của hệ thống CAPS không bị giới hạn bởi kích thước của bức vẽ. Các máy quay chuyển động với độ rộng và bao quát chưa từng thấy đã xuất hiện và được đưa vào các bộ phim. Bản phim kết quả của quá trình này được ghép và thu lại trên các tấm phim. Từ khi các thành phần hoạt hình xuất hiện dưới dạng kỹ thuật số như vậy, việc ghép các phần của phim và video với nhau trở nên dễ dàng hơn, trong đó có hoạt hình máy tính ba chiều.

## Quá trình phát triển hệ thống CAPS
Lần đầu tiên hệ thống CAPS được sử dụng là trong cảnh Mickey đang đứng trên chiếc Spaceship Earth của Epcot trong phần tiêu đề của "The Magical World of Disney". Bộ phim chiếu rạp đầu tiên được sản xuất trên hệ thống này là Nàng tiên cá vào năm 1989; tuy nhiên trong phim, hệ thống này chỉ được sử dụng hạn chế trong phân cảnh chia tay dưới cầu vồng gần cuối phim. Các phần còn lại của phim vẫn được thực hiện trên các tấm nhựa tô màu truyền thống. Các phim sau đó được sản xuất hoàn toàn bằng CAPS; và sản phẩm đầu tiên trong số đó, The Rescuers Down Under, là bộ phim chiếu rạp đầu tiên từng được sản xuất 100% bằng công nghệ kỹ thuật số. Các phim Người đẹp và quái thú, Aladdin, Vua sư tử, và Thằng gù nhà thờ Đức Bà sử dụng khả năng kết hợp 2D/3D của CAPS nhiều hơn. Hệ thống này không còn được sử dụng từ sau phim Cô bé bán diêm năm 2006.

## Biên tập lại cho các phiên bản Đặc biệt
Với các phiên bản Đặc biệt dưới định dạng IMAX và DVD của các phim Người đẹp và quái thú, Aladdin, Vua sư tử, và Mulan, bản xuất mới của các thành phần gốc được thực hiện và ghi lại trên các phần định dạng phụ của phim chính. Hơn nữa, Người đẹp và quái thú và Vua sư tử còn có các phân cảnh hoạt hình hoàn toàn mới được thêm vào các phiên bản đặc biệt, và cả phiên bản IMAX của những phim này và phim Aladdin đều có các cảnh quay được dọn dẹp (giản lược) và phục hồi so với những thành phần kỹ thuật số của bản gốc nhằm cải thiện độ chi tiết, sửa chữa các lỗi và củng cố lại những phần hoạt hình và những bức vẽ đã bị giản lược.

## Tầm ảnh hưởng
Năm 1992, nhóm phát triển CAPS đã nhận được Giải thưởng Khoa học và Kỹ thuật của Viện Hàn lâm Khoa học và Nghệ thuật Điện ảnh. Họ gồm:
- Randy Cartwright (Disney)
- David B. Coons (Disney)
- Lem Davis (Disney)
- Thomas Hahn (Pixar)
- James Houston (Disney)
- Mark Kimball (Disney)
- Dylan W. Kohler (Disney)
- Peter Nye (Pixar)
- Michael Shantzis (Pixar)
- David F. Wolf (Disney)
- Bộ phận Walt Disney Feature Animation

CAPS có khả năng sản xuất những hình ảnh với chất lượng rất cao bằng các hệ thống máy tính vốn có tốc độ xử lý chậm hơn so với hiện nay. Các khung hình cuối cùng được xuất ra ở độ phân giải phim kỹ thuật số 2K (2048 pixel ngang ở tỉ lệ khung hình 1.66), và các bức vẽ tay được quét để chúng có thể giữ được 100% độ phân giải ban đầu trong phim thành phẩm, bất kể các chuyển động của máy quay trong các cảnh quay có phức tạp đến đâu.
Năm 2004, bộ phận Disney Feature Animation cho rằng khán giả ngày nay chỉ muốn thưởng thức cá bộ phim hoạt hình máy tính 3D và đóng cửa bộ phận hoạt hình 2D truyền thống. Hệ thống máy CAPS bị loại bỏ và các máy quay quét hình tự động tuỳ chỉnh bị tháo rời ra và bán phế liệu. Cho tới năm 2005, chỉ còn một hệ thống duy nhất tồn tại (và với mục đích chỉ là để đọc dữ liệu của các phim được sản xuất bằng hệ thống này).
Kể từ khi mua lại Pixar, do phần lớn hệ thống CAPS đã bị đóng cửa và tháo dỡ, nên các bộ phim hoạt hình truyền thống sau này của Disney (How to Hook Up Your Home Theater, Công chúa và chàng Ếch, The Ballad of Nessie, và bộ phim mới Winnie the Pooh) được sản xuất bằng phần mềm máy tính của Toon Boom Harmony, vốn cung cấp một hệ thống hoạt hình kỹ thuật số đã được cải tiến hơn.